# Værkfortegnelse
Værkfortegnelse eller oeuvrekatalog er en liste over en kunstners værker. Et andet brugt udtryk for en værkfortegnelse er catalogue raisonné, som dog er meget mere omfattende end en liste.
| Kunst | Spire Denne artikel om kunst er en spire som bør udbygges. Du er velkommen til at hjælpe Wikipedia ved at udvide den. |